# Typhlodromus meritus
Typhlodromus meritus är en spindeldjursart som först beskrevs av Wainstein 1978.  Typhlodromus meritus ingår i släktet Typhlodromus och familjen Phytoseiidae. Inga underarter finns listade i Catalogue of Life.